# Aloeides pringlei
Aloeides pringlei är en fjärilsart som beskrevs av Tite och Dickson 1976. Aloeides pringlei ingår i släktet Aloeides och familjen juvelvingar. IUCN kategoriserar arten globalt som sårbar. Inga underarter finns listade i Catalogue of Life.